# ربه‌کا (فیلم ۱۹۴۰)
ربه‌کا (انگلیسی: Rebecca) فیلمی در ژانر رمانتیک تریلر روان شناختی آمریکایی به کارگردانی آلفرد هیچکاک و تهیه‌کنندگی دیوید سلزنیک محصول سال ۱۹۴۰ است.
فیلم جوایز اسکار بهترین فیلم و بهترین فیلم‌برداری را ازآن خود ساخته‌است. این فیلم بر اساس رمان روانشناسانه و پر از تعلیق ربه‌کا، اثر نویسندهٔ انگلیسی دافنه دوموریه ساخته شده‌است. ربه‌کا اولین فیلم آمریکایی هیچکاک و اولین همکاری مشترک او با دیوید سلزنیک محسوب می‌شود. لارنس الیویه، جون فانتین و جودیت اندرسون نقش‌های اصلی را در این فیلم بازی می‌کنند.
ربه‌کا تنها فیلم هیچکاک است که جایزه اسکار بهترین فیلم را برای تهیه‌کننده به ارمغان آورد.

## خلاصهٔ داستان
ندیمه‌ای جوان در مونت کارلو با مرد جوان ثروتمندی به نام ماکسیم دو وینتر که همسرش ربه‌کا را به تازگی از دست داده‌است آشنا می‌شود. آن دو عاشق یکدیگر شده و ازدواج می‌کنند. ماکسیم همسرش را به عمارت باشکوه ماندرلی می‌آورد، اما خدمتکاران که هنوز به همسر اول ماکسیم که به طرز مشکوکی جان داده‌است وفادارند، خانم دو وینتر جدید را با بی‌میلی به عنوان بانوی خانه می‌پذیرند. در رأس آنان خانم دانوِر، ندیمهٔ وفادار ربه‌کاست که بانوی زیبارویش را همچنان می‌ستاید و برخوردی سرد و ترسناک با بانوی جدید خانه دارد.

## بازیگران

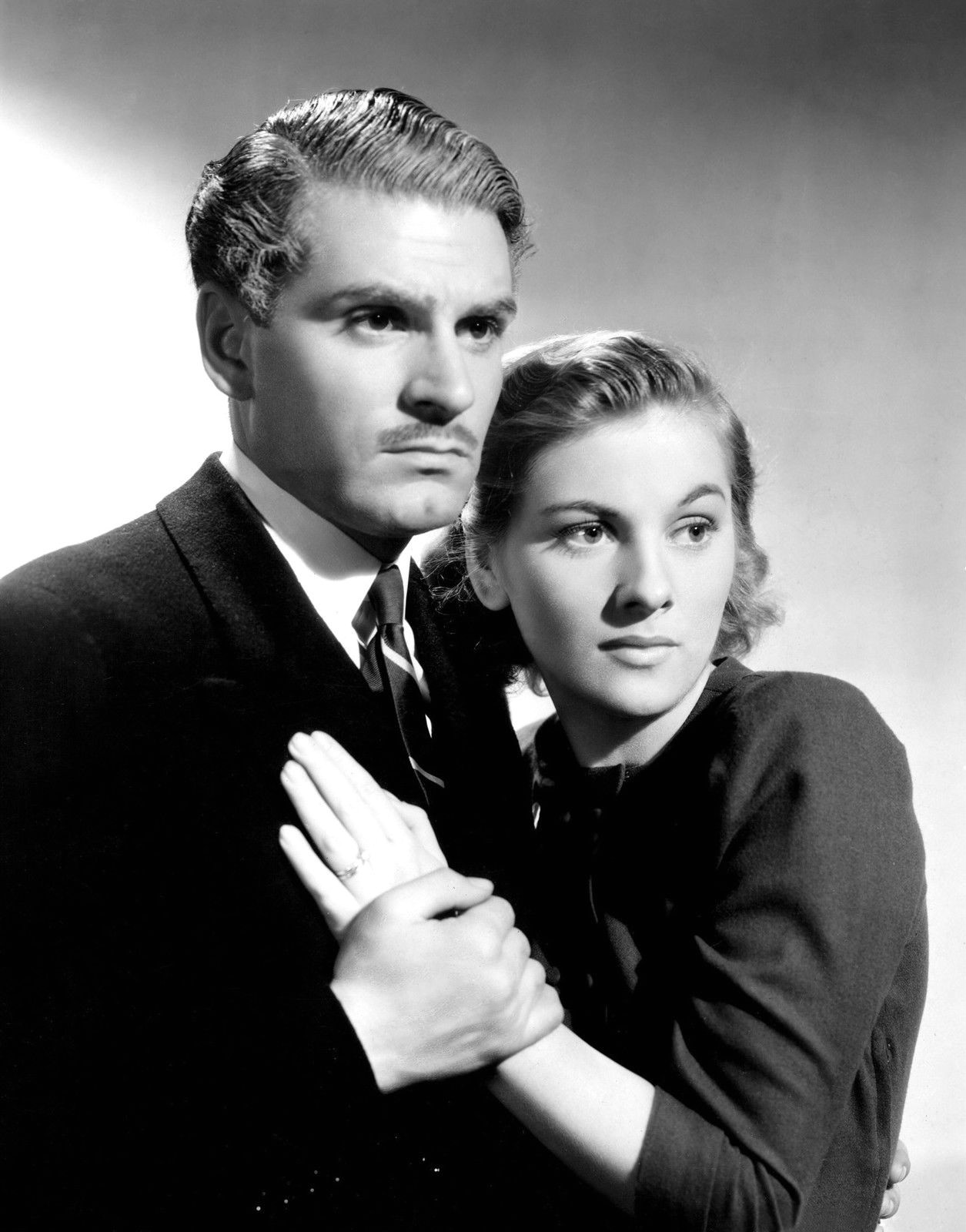
لارنس الیویه و جوآن فونتین بازیگران فیلم

| نام بازیگر     | نقش                  | توضیحات نقش                                                  |
| -------------- | -------------------- | ------------------------------------------------------------ |
| لارنس الیویه   | ماکسیم دو وینتر      | نام کامل او جورج فورتسکیو ماکسیمیلیان «ماکسیم» دو وینتر است. |
| جوآن فونتین    | خانم دو وینتر        | دومین همسر ماکسیم و راوی داستان که هیچگاه نامش گفته نمی‌شود   |
| جودیت اندرسون  | خانم دانوِر           | ندیمهٔ ربه‌کا                                                  |
| جرج سندرز      | جک فاول              | پسر عموی ربه‌کا                                               |
| نایجل بروس     | سرگرد جایلز لیسی     | دادرس شهر                                                    |
| رجینالد دنی    | فرانک کراولی         | وکیل ماکسیم                                                  |
| گلادیس کوپر    | بئاتریس لیسی         | خواهر «ماکسیم» دووینتر                                       |
| لئو جی کارول   | دکتر بیکر            | دکتر ربه‌کا                                                   |
| سی اوبری اسمیت | کلنل جولیان          |                                                              |
| فلورنس بیتس    | خانم ادیت فان هاپر   | زنی که همسر دوم ماکسیم در اول داستان ندیمه او بوده‌است        |
| آلفرد هیچکاک   | مرد بیرون کیوسک تلفن | در عنوان‌بندی نیامده است                                      |

## جوایز
- ۱۹۴۱ - برندهٔ جایزه اسکار بهترین فیلم
- ۱۹۴۱ - برنده جایزه اسکار بهترین فیلمبرداری (سیاه و سفید) - جورج بارنز
- ۱۹۴۱ - نامزد دریافت جایزه اسکار بهترین بازیگر نقش اول مرد - لارنس الیویه
- ۱۹۴۱ - نامزد دریافت جایزه اسکار بهترین بازیگر نقش اول زن - جوآن فونتین
- ۱۹۴۱ - نامزد دریافت جایزه اسکار بهترین بازیگر نقش مکمل زن - جودیت اندرسون
- ۱۹۴۱ - نامزد دریافت جایزه اسکار بهترین کارگردانی هنری (سیاه و سفید) - لایل آر ویلر
- ۱۹۴۱ - نامزد دریافت جایزه اسکار بهترین کارگردان - آلفرد هیچکاک
- ۱۹۴۱ - نامزد دریافت جایزه اسکار بهترین جلوه‌های ویژه - جک کاسگروو و آرتور جان
- ۱۹۴۱ - نامزد دریافت جایزه اسکار بهترین تدوین فیلم - هال سی کرن
- ۱۹۴۱ - نامزد دریافت جایزه اسکار بهترین موسیقی فیلم - فرانتس واکسمن
- ۱۹۴۱ - نامزد دریافت جایزه اسکار بهترین فیلمنامه - رابرت ای شروود و جوان هریسون